# Alan Wiley

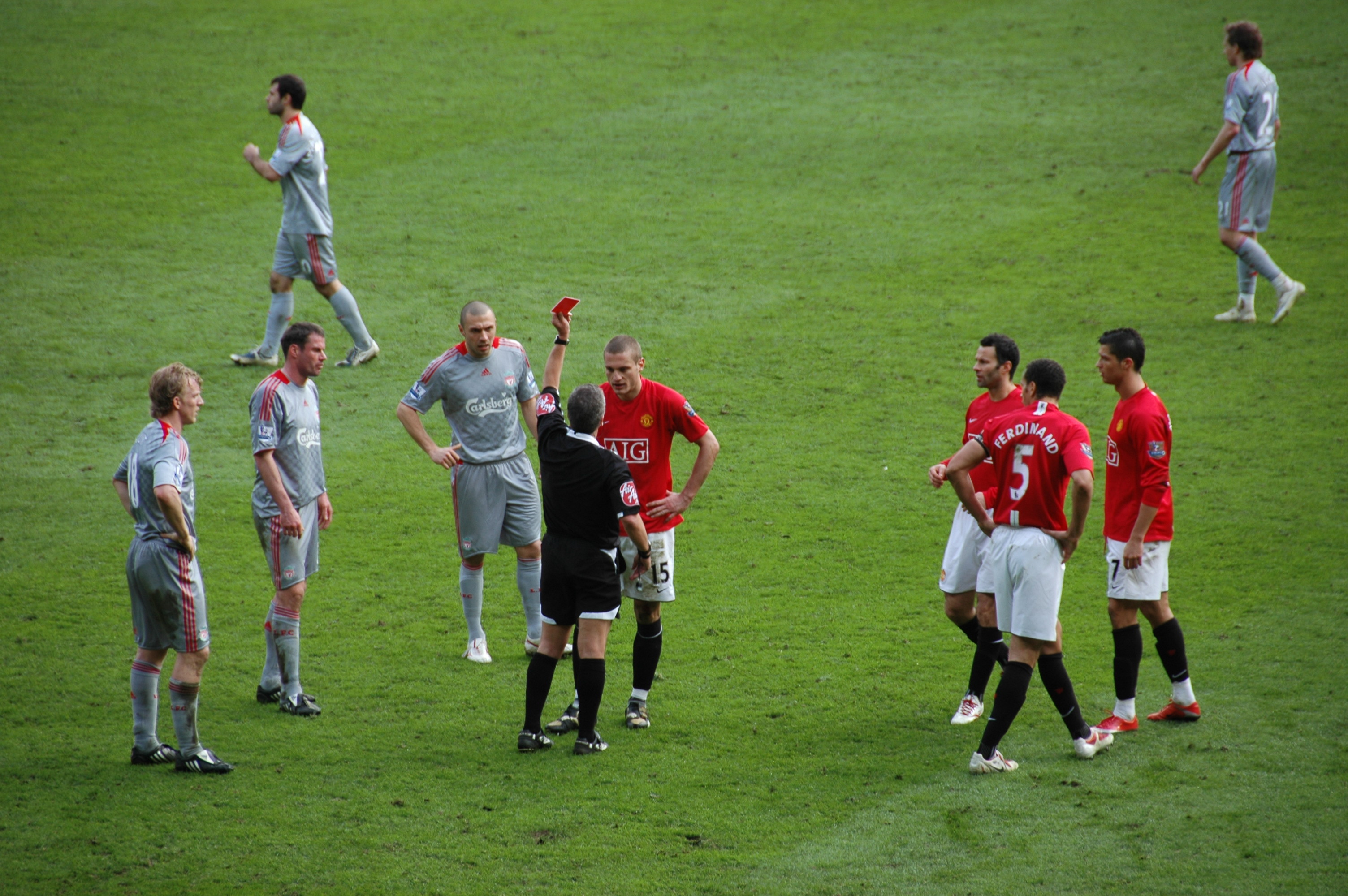
Wiley zeigt Nemanja Vidić von Manchester United im Derby gegen den FC Liverpool die Rote Karte (März 2009)

Alan G. Wiley (* 27. Mai 1960 in Burntwood) ist ein ehemaliger englischer Fußballschiedsrichter.

## Sportlicher Werdegang
Wiley pfiff zunächst Spiele in der West Midlands (Regional) League, ehe er ab 1991 in der Football League als Linienrichter eingesetzt wurde. 1994 rückte er in den Kreis der Assistenten der Premier League auf, ab dem folgenden Jahr leitete er als Hauptschiedsrichter Spiele in der Football League und ab 1999 in der Premier League.
Im FA Women’s Cup 1997/98 leitete Wiley das Finalspiel, als der Arsenal Women FC durch einen 3:2-Finalsieg über den Croydon Women FC das dritte Mal den Pokalwettbewerb gewinnen konnte. Im Finalspiel um den FA Cup 1999/2000 unterstützte er als Vierter offizieller das Schiedsrichterteam rund um Graham Poll, zwei Jahre später stand er beim Spiel um den FA Community Shield – der FC Arsenal setzte sich gegen den FC Liverpool durch – selbst erstmals bei einem bedeutenden Spiel als Spielleiter auf dem Feld. Im Februar 2006 stand er beim 4:0-Finalsieg von Manchester United gegen Wigan Athletic im Finale um den League Cup 2005/06 auf dem Feld. Nachdem ihm das Endspiel um den FA Cup 2005/06 angtragten wurde, war er drei Monate später war er erneut im Cardiffer Millennium Stadium und leitete das mit einem Sieg des FC Liverpool im Elfmeterschießen über West Ham United endende Finale.
Im Oktober 2009 wurde Wiley hart von Manchester-United-Trainer Alex Ferguson kritisiert, der insbesondere die Fitness des Schiedsrichters in Zweifel zog. In der Folge wurde der Trainer unter anderem für zwei Spiele gesperrt, das Thema beherrschte jedoch längere Zeit die Schlagzeilen. Auch als Wiley im Sommer 2010 im Alter von 50 Jahren seine aktive Laufbahn beendete, musste er umfassend Stellung beziehen. Anschließend war er zeitweise als Coach für Neuschiedsrichter tätig.